# Orosius-Meister
Als Orosius-Meister wird ein mittelalterlicher Buchmaler bezeichnet, der um 1400 in Frankreich in Paris oder Avignon tätig war. Der namentlich nicht bekannte Künstler erhielt seinen Notnamen nach seinen Illuminationen zur Histoires d’Orose, einem Manuskript, das teilweise auf dem spätantiken Geschichtswerk des Orosius aufbaut. Es befindet sich heute in der Nationalbibliothek von Frankreich.
Manche Experten sehen im Orosius-Meister einen aus Böhmen stammenden Künstler, der in Frankreich seine Ausbildung erhalten hatte und mit dem dann ein französischer Einfluss zurück in die Prager Buchmalerei gelangte.
Zusammen mit Assistenten und Mitarbeitern hat der Orosius-Meister auch die Bilder zu einem in Frankreich um 1410 entstandenen Manuskript vom Gottesstaat des Augustinus geschaffen, das sich heute im Philadelphia Museum of Art befindet. Des Weiteren werden ihm Miniaturen in dem Brevier des französischen Dauphin Louis de Valois, Herzog von Guyenne zugerechnet, das der Meister zusammen mit zwei anderen Miniaturmalern, dem Bedford-Meister und dem Boucicaut-Meister, reich ausgemalt hat. In diesem Werk ist ein Einfluss der Mal- und Kompositionsweise der Gebrüder Limburg erkennbar.
Die Illustration eines im Archiv der Republik Slowenien (Arhiv Republike Slovenije) befindlichen Bruchstücks einer handgeschriebenen mittelalterlichen geographischen Karte unbekannter Herkunft mit eingezeichneten Burgen und anderen Motiven wird ebenfalls dem Orosius-Meister zugerechnet, jedoch kann dieses auch unter böhmischem Einfluss in Polen entstanden sein.